# Syra själv
Syra själv: Konsten att förädla grönsaker med hälsosamma bakterier  är en fackbok från 2012 av Karin Bojs som handlar om mjölksyrning. Boys går igenom de positiva hälsoeffekterna som mjölksyrade produkter har. I boken finns även odlingstips och recept.